# Sirius可视化软件
Sirius可视化软件（简称Sirius）是圣地亚哥超级计算机中心（San Diego Supercomputer Center）所开发的一个分子建模与分析系统。Sirius设计旨在支持除简单显示小分子和蛋白质的之外的高级用户需求。